# 基爾福伊爾冰原島峰
70°43′S 65°51′E / 70.717°S 65.850°E
基爾福伊爾冰原島峰（英語：Kilfoyle Nunataks）是南極洲的冰原島峰，位於麥克羅伯特森地，處於道伊山西南面3公里，屬於查爾斯王子山脈中阿拉米斯山脈的一部分，根據澳大利亞探險隊的空中照片繪入地圖。